# Hubert Burda Media
La Hubert Burda Media, anche nota semplicemente come Burda, è una delle maggiori aziende tedesche nel campo dei mass media.
Fu fondata a Philippsburg nel 1903 come una piccola tipografia, e nel 1927 Franz Burda la fece diventare una casa editrice vera e propria con sede a Offenburg. Come casa editrice Burda pubblica oltre 30 riviste, tra cui Focus, Elle, Bunte e Freundin.